# Mihrdat V d'Ibérie
Pour les articles homonymes, voir Mithridate.
Mithridate ou Mihrdat V d'Ibérie (en géorgien : მირდატ V, latinisé en Mithridates) est un roi d'Ibérie de la dynastie des Chosroïdes, ayant régné de 435 à 447.

## Biographie
Fils et successeur d'Artchil Ier selon la Chronique géorgienne, il règne 12 ans. Comme son père il est considéré comme un roi pieux.
Mihrdat V épouse Sagdoukht, la fille de Barzabod qui est présenté par la Chronique comme un marzban perse, éristhaw de Ran, et que Cyrille Toumanoff considère comme un prince de Gardam en Albanie du Caucase de la dynastie mihranide. La reine donne trois enfants à Mihrdat :
- Khwarandzé (née vers 436), épouse de Bacurius II (vers 449/455), vitaxe de Gogarène de la dynastie des Mihranides ;
- Waran-Khosro-Tang ou Vakhtang ;
- Mihrandoukht (née vers 441), dont l'éducation est confiée au spasalar de Casp, et qui fut mariée à un roi Sassanide.

Le roi Mihrdat meurt un an après la naissance de sa seconde fille en laissant le trône à son fils âgé de 7 ans, Vakhtang.